# Democrație participativă
Democrația participativă sau democrația semidirectă este o formă de guvernare în care cetățenii participă individual și direct la deciziile și politicile politice care le afectează viața, mai degrabă decât prin reprezentanți aleși. Elementele de democrație directă și reprezentativă sunt combinate în acest model.
Democrația participativă este un tip de democrație, care este ea însăși o formă de guvernare. Termenul „democrație” este derivat din expresia greacă δημοκρατία (dēmokratia) (δῆμος/ dēmos: oameni, Κράτος/ kratos: regulă). Are două subtipuri principale, democrația directă și reprezentativă. În primul, poporul are autoritatea de a delibera și decide legislația; în cea din urmă, ei aleg oficialii guvernamentali care să facă acest lucru. În timp ce democrația directă a fost conceptul original, versiunea sa reprezentativă este cea mai răspândită astăzi.
Participarea publică, în acest context, reprezintă includerea publicului în activitățile unei organizații politice. Poate fi orice proces care implică direct publicul în luarea deciziilor și ține cont de contribuția acestuia. Măsura în care participarea politică ar trebui considerată necesară sau adecvată este în dezbatere în filosofia politică.
Aderarea la partide politice permite cetățenilor să participe la sistemele democratice, dar nu este considerată democrație participativă.
Democrația participativă constă în primul rând în a asigura cetățenii că au oportunitatea de a fi implicați în luarea deciziilor cu privire la problemele care le afectează viața. Nu este un concept nou și a existat sub diferite forme de la democrația ateniană. Teoria modernă a acestei forme de guvernare a fost dezvoltată de Jean-Jacques Rousseau în secolul al XVIII-lea și promovată mai târziu de John Stuart Mill și GDH Cole, care au susținut că participarea politică este indispensabilă pentru o societate justă. La începutul secolului al XXI-lea, democrația participativă a fost studiată și experimentată pe scară mai largă, ceea ce a condus la diverse idei de reformă instituțională, cum ar fi bugetarea participativă.

## Istorie

### Originile în Grecia Antică
Democrația, în general, a apărut pentru prima dată în orașul-stat Atena în timpul antichității clasice .   A fost înființat pentru prima dată sub Clisthenes în 508–507 î.Hr.  Aceasta era o democrație directă, în care cetățenii obișnuiți erau aleși aleatoriu pentru a ocupa funcțiile administrative și judiciare ale guvernului și exista o adunare legislativă formată din toți cetățenii atenieni.  Cu toate acestea, cetățenia ateniană excludea femeile, sclavii, străinii (μέτοικοι/ métoikoi ) și tinerii sub vârsta de serviciu militar.   Democrația ateniană a fost cea mai directă din istorie întrucât poporul controla întregul proces politic prin adunare, boule și curți, iar o mare parte a cetățenilor era implicat constant în problemele publice. 

### Pe parcursul secolului al XX-lea
Pe parcursul secolului al XX-lea, au început să aibă loc implementări practice, mai ales la scară mică, atrăgând o atenție academică considerabilă în anii 1980. Experimentele de democrație participativă au avut loc în diferite orașe din întreaga lume. Ca unul dintre cele mai vechi exemple, Porto Alegre, Brazilia, a adaptat un sistem de buget participativ în 1989. Un studiu al Băncii Mondiale a constatat că democrația participativă în aceste orașe părea să aibă ca rezultat o îmbunătățire considerabilă a calității vieții rezidenților. 

### În secolul XXI
La începutul secolului XXI, experimentele de democrație participativă au început să se răspândească în America de Sud și de Nord, China și în Uniunea Europeană .  Într-un exemplu din SUA, planurile de reconstrucție a orașului New Orleans după uraganul Katrina din 2005 au fost elaborate și aprobate de mii de cetățeni obișnuiți. 

### Adunarea cetățenilor din Irlanda (2011)
În 2011, ca răspuns la neîncrederea crescândă a cetățenilor în guvern în urma crizei financiare din 2007–2008, Irlanda a autorizat o adunare a cetățenilor numită „Noi cetățenii” . Sarcina sa a fost de a conduce utilizarea unui organism democratic participativ și de a testa dacă acesta ar putea crește legitimitatea politică . A existat o creștere atât a eficacității, cât și a interesului față de funcțiile guvernamentale, precum și schimbări semnificative de opinie cu privire la chestiuni contestate precum impozitarea . 

### Convenția cetățenilor pentru climă din Franța (2019)
Guvernul francez a organizat „le grand débat national” ( Marea Dezbatere Națională ) la începutul anului 2019, ca răspuns la mișcarea vestelor galbene . Acesta a constat din 18 convenții regionale, fiecare cu 100 de cetățeni aleși aleatoriu, care trebuiau să delibereze asupra problemelor pe care le apreciau cel mai mult pentru a putea influența acțiunile guvernamentale.  După dezbatere, a fost creată o convenție a cetățenilor special pentru a discuta despre schimbările climatice, „la Convention citoyenne pour le climat” ( Convenția cetățenilor pentru climă, CCC), menită să servească drept organism legislativ care să decidă cum ar putea țara să-și reducă efectul de seră al emisiilor de gaze, având în vedere justiția socială .  Acesta a fost format din 150 de cetățeni selectați prin sortare și eșantionare stratificată, care au fost sortați în cinci subgrupuri pentru a discuta subiecte individuale. Membrii au fost ajutați de experți în comitetele de conducere . Lucrările CCC au atras atenția internațională. După nouă luni, convenția a subliniat 149 de măsuri într-un raport de 460 de pagini, iar președintele Macron s-a angajat să sprijine 146 dintre ele. Un proiect de lege care le conține a fost înaintat parlamentului la sfârșitul anului 2020. 

### Efectele rețelelor sociale
În ultimii ani, rețelele sociale au dus la schimbări în comportamentul democrației participative. Cetățenii cu puncte de vedere diferite pot participa la conversații, în principal prin utilizarea hashtag-urilor .  Pentru a promova interesul și implicarea publicului, administrațiile locale au început să folosească rețelele sociale pentru a lua decizii bazate pe feedback-ul publicului.  Utilizatorii au organizat, de asemenea, comitete online pentru a evidenția nevoile locale și a numi delegați bugetari care lucrează cu cetățenii și agențiile orașului. 

## Evaluare

### Puncte forte
Argumentul cel mai proeminent pentru democrația participativă este funcția sa de democratizare mai mare.
Cu democrația participativă, indivizii sau grupurile își pot atinge în mod realist interesele, „[oferind] mijloace pentru o societate mai justă și mai recompensatoare, nu o strategie pentru păstrarea status quo-ului ”. 
Democrația participativă poate avea, de asemenea, un efect educațional. O participare politică mai mare poate determina publicul să încerce să o facă și de calitate superioară în eficacitate și profunzime: „cu cât mai mulți indivizi participă, cu atât devin mai capabili să facă acest lucru”,  o idee deja promovată de Rousseau, Mill și Cole. .  Pateman subliniază acest potențial, deoarece contracarează lipsa larg răspândită de încredere în capacitatea și capabilitatea cetățenilor de a participa în mod semnificativ, în special în societățile cu organizații complexe.  Joel D. Wolfe își afirmă încrederea că astfel de modele ar putea fi implementate chiar și în organizațiile mari, diminuând progresiv intervenția statului . 

### Critică
Criticile la adresa democrației participative se aliniază în general cu criticile la adresa democrației. Principala opoziție este neîncrederea în capacitățile cetățenilor de a suporta o responsabilitate mai mare. Unii resping fezabilitatea modelelor participative și nu cred în beneficiile educaționale propuse.
Criticii concluzionează că cetățenii sunt dezinteresați și dependenți de lideri, ceea ce face ca mecanismul pentru democrația participativă să fie inerent incompatibil cu societățile avansate.
O altă categorie de critici, promovată în primul rând de autorul Roslyn Fuller, respinge echivalarea sau chiar subsumarea instrumentelor democrației deliberative (cum ar fi adunările cetățenilor) sub termenul de democrație participativă, deoarece astfel de instrumente încalcă conceptul de egalitate politică câștigat cu greu ( Un Om, Un Vot ), în schimbul unei șanse mici de a fi selectat aleatoriu pentru a participa și, prin urmare, nu este vorba de o democrație  „participativă”  în niciun fel.  
Filosoful de afaceri Jason Brennan pledează în cartea Against Democracy pentru un sistem mai puțin participativ din cauza iraționalității alegătorilor într-o democrație reprezentativă . El propune mai multe mecanisme de reducere a participării, prezentate cu ipoteza că se menține un sistem de reprezentare electorală bazat pe vot.  Comparând un alegător netestat cu un șofer fără permis, Brennan susține că examenele ar trebui să fie administrate tuturor cetățenilor pentru a determina dacă aceștia sunt competenți să participe la probleme publice. În cadrul acestui sistem, cetățenii au fie unul, fie zero voturi, în funcție de performanța lor la test. Criticii lui Brennan, inclusiv reporterul Sean Illing, au găsit paralele între sistemul propus de el și testele de alfabetizare legile Jim Crow care împiedicau oamenii de culoare să voteze în Statele Unite.  Brennan propune un al doilea sistem în care toți cetățenii au drepturi egale de a vota sau de a participa în alt mod la guvernare, dar deciziile luate de reprezentanții aleși sunt controlate de un consiliu epistocratic . Acest consiliu nu ar putea face legea, ci doar să o „desfacă” și ar fi probabil compus din indivizi care trec examene de competență riguroase. 